# Maison Zekate
La maison Zekate (en albanais : 'Shtëpia e Zekatëve') est un édifice ottoman historique à Gjirokastër dans le sud de l'Albanie. La maison Zekate, qui domine la ville, a été construite en 1811-1812. La maison d'une famille aisée est un exemple typique de l'architecture ottomane mélangée à des éléments locaux.

## Histoire et description
Les bâtiments en forme de tour de ce type sont appelés kulla. Leur caractère défensif est plus un ornement. La partie inférieure de la maison est en pierre, sur laquelle une structure en bois a été construite. La zone inférieure est divisée en deux tours - ces deux ailes sont reliées entre elles dans la façade principale par des arcs. La maison se compose de quatre étages. Au-dessous se trouvent les anciens débarras et une citerne, au-dessus d'une première salle de réception, d'autres débarras et la cuisine. Au deuxième étage, il y a deux salons qui partent de la salle de réception à cet étage et disposent d'une salle de bains et de toilettes. À l'étage supérieur se trouvent la grande salle de réception et deux pièces plus petites qui, contrairement aux pièces chauffées de l'étage inférieur, étaient principalement utilisées en été. La pièce centrale où se termine l'escalier dispose d'un balcon. La grande salle de réception était principalement utilisée pour les célébrations importantes et a probablement été conçue par Petro Korçari.

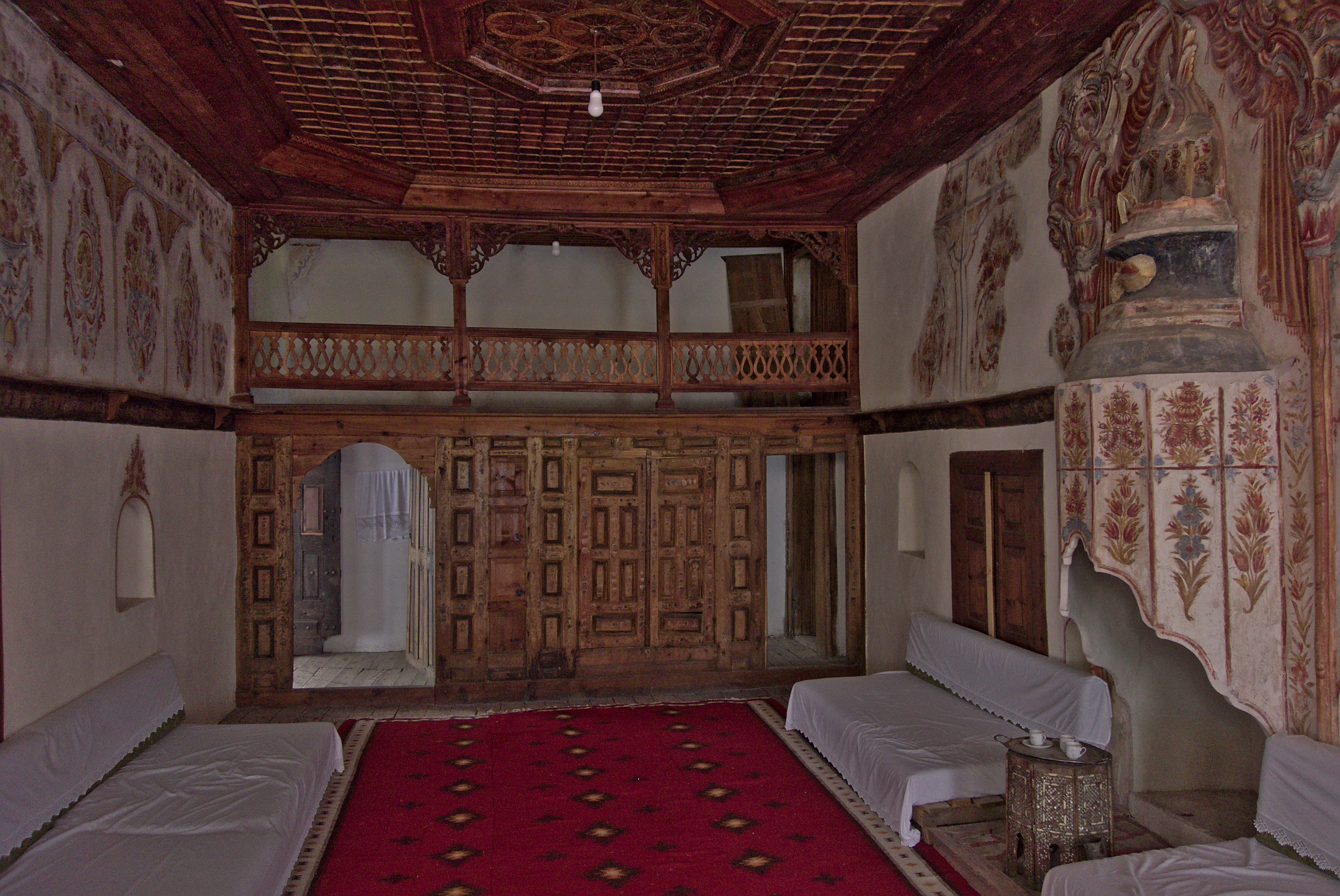
Grande salle de réception

Le constructeur était Beqir Zeko, qui était actif dans le gouvernement d'Ali Pacha de Janina. Ses fils et leurs familles vivaient également dans la maison. Le magnifique bâtiment était destiné à exprimer le pouvoir et la richesse de la famille . Il est situé dans le quartier de Palorto à la périphérie supérieure de la ville et domine toute la zone .

## Protections
Lorsque le centre-ville historique de Gjirokastër a été placé sous protection en 1961, cela comprenait également le bâtiment Zekate. En 1973, il a été désigné monument culturel. Un musée ethnographique y était provisoirement installé. En 2005, Gjirokastër a été déclaré site du patrimoine mondial de l'UNESCO. Le bâtiment a été rénové en 2004 et peut être visité. La maison est inhabitée, mais la famille Zeko habite une dépendance à l'entrée de la propriété. La maison est accessible depuis 2018 pendant les heures d'ouverture habituelles du musée - et également sur demande.
Les Zeko ont été expropriés par Enver Hoxha, le dictateur albanais. Après l'effondrement du système communiste, la maison leur a été rendue, mais ils étaient trop pauvres pour rendre le bâtiment principal habitable .  Au lieu de cela, ils l'ont "avec amour" reconvertie en musée privé.